# 单胺氧化酶
单胺氧化酶（缩写MAO），EC 1.4.3.4，是催化单胺类物质氧化脱氨反应的酶。单胺氧化酶存在于细胞的线粒体外膜上，在人体内分布极广，尤以肝、脑及肾等组织细胞内的含量最高。由于需要黄素腺嘌呤二核苷酸（FAD）作辅因子，因此它属于黄素蛋白或含黄素胺氧化酶家族。
1928年玛丽·伯恩海姆在肝细胞中首先发现单胺氧化酶，并将其命名为“酪胺氧化酶”。

## 类型
人体内含有两种单胺氧化酶：单胺氧化酶A（MAO-A）和单胺氧化酶B（MAO-B）。两者都存在于神经元和星形胶质细胞中。除中枢神经系统外，MAO-A还存在于肝、胃肠道和胎盘中，而MAO-B则主要存在于血小板中。
MAO-A是消化道摄取的单胺类物质代谢中的重要酶。MAO的两种亚型都可以使单胺类神经递质失活，但两者对底物和抑制剂的专一性不同：
- MAO-A偏重于极性芳香胺5-羟色胺、去甲肾上腺素和肾上腺素的分解脱氨，它对选择性抑制剂如氯吉兰敏感。
- MAO-B偏重于非极性芳香胺苯乙胺的分解脱氨，它对抑制剂司来吉兰和雷沙吉兰敏感。[2]
- 多巴胺被两种MAO亚型分解的机会大致均等。

MAO-A可通过病理途径导致头痛：5-羟色胺可被毛细血管中残留的MAO-A所分解，当它的含量较少时，血管过度舒张，而产生搏动性头痛。
人和动物的攻击行为与MAO-A基因的变种有关。 MAO-A的不同基因型也可能对人对事物的新奇感产生影响。
吸烟对MAO-B有抑制作用。 MAO-B的含量随着年龄的增长而增加，因此MAO-B被认为是老化的标志，称为老化相关酶。

## 功能
单胺类物质是一类含有“芳环-CH2-CH2-NH2”的神经递质和神经调质，其中包括儿茶酚胺（多巴胺、去甲肾上腺素、肾上腺素）、褪黑素、组胺、5-羟色胺和甲状腺素类似物等。单胺氧化酶所催化的，是单胺被氧化脱氨，生成过氧化氢、氨和相应醛的反应。反应通式可以写为：
生成的醛迅速被醛脱氢酶氧化为相应的羧酸。单胺氧化酶作用于一级胺及其甲基化的二、三级胺，也作用于长链的二胺。有很强生理作用的单胺类物质在发生这个反应后失活，因此MAO有调节生物体内胺浓度的功能。
在临床检验中，血清MAO升高，见于肝脏病、肢端肥大症、甲亢和糖尿病等。 MAO升高也与抑郁症、痴呆症及帕金森氏症等老年精神病有关。
异丙烟肼和苯异丙肼等单胺氧化酶抑制剂对单胺氧化酶有抑制作用，可用作抗抑郁症的药物，不过由于疗效不佳，且副作用大，现已少用。单胺氧化酶被抑制后，脑中的儿茶酚胺代謝減少，有利于延缓衰老。